# Migrazione climatica

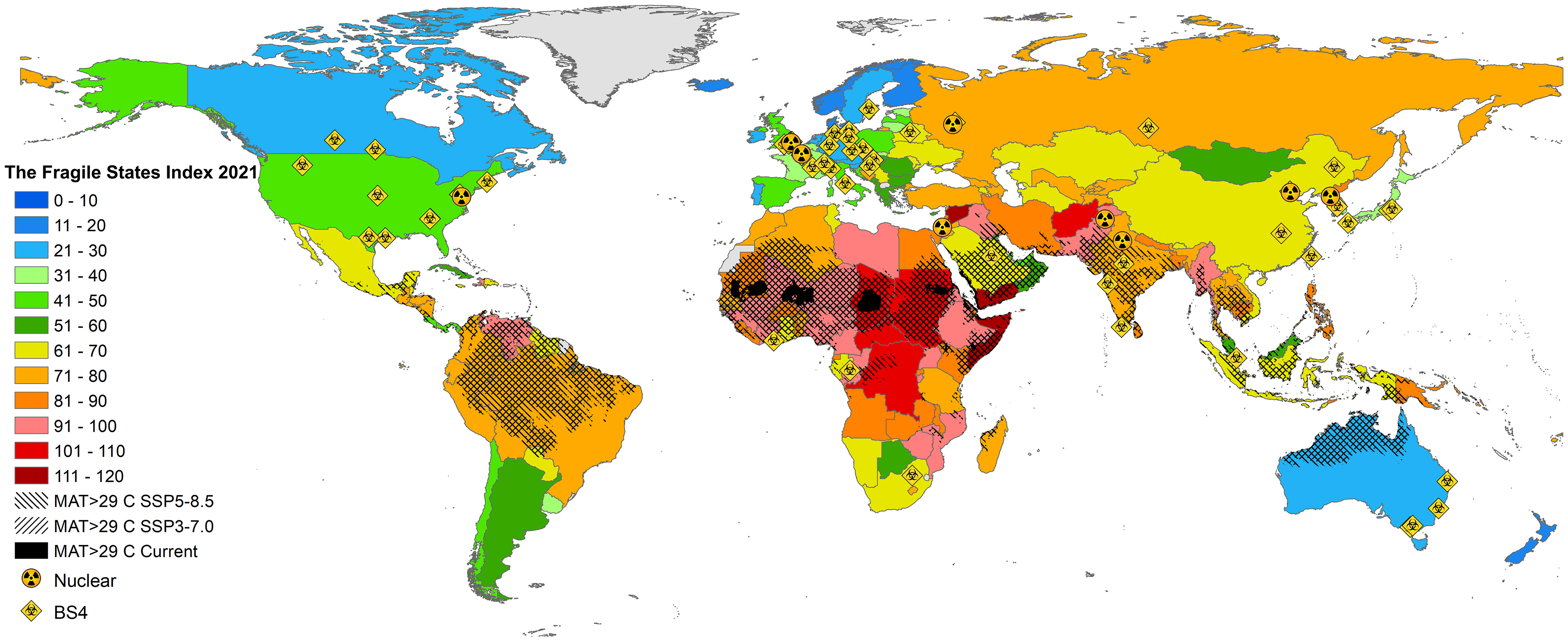
Sovrapposizione tra fragilità politica, caldo estremo e rischi catastrofici nucleari e biologici

La migrazione climatica è tipo di migrazione umana motivata dall'impatto di disastri naturali improvvisi o graduali dovuti al cambiamento climatico, come "piogge anormalmente abbondanti, siccità prolungate, desertificazione, degrado ambientale, innalzamento del livello del mare o cicloni"
I cambiamenti graduali nell’ambiente tendono ad avere un impatto maggiore sullo spostamento delle persone rispetto ai disastri improvvisi; gli eventi a insorgenza lenta, come la siccità, la degradazione del suolo, il riscaldamento globale, l’innalzamento del livello del mare, provocano migrazioni più spesso volontarie, stabili ed economicamente motivate, gli eventi a insorgenza rapida come inondazioni, tempeste e uragani tendono ad avere risposte improvvise, involontarie e a breve termine.
La maggior parte dei migranti climatici si sposta all’interno dei propri paesi, anche se un numero minore si sposta anche oltre i confini nazionali.
Il cambiamento climatico dà origine a migrazioni su scala globale: l’Alto commissariato delle Nazioni Unite per i rifugiati (UNHCR) stima che ogni anno in media 20 milioni di persone siano obbligate a spostarsi a causa del clima. Inoltre, i disastri legati al clima colpiscono più duramente fasce di popolazione già emarginate per altri fattori nelle regioni vulnerabili dal punto di vista climatico e, di conseguenza, i disastri legati al clima sono spesso descritti come un moltiplicatore che aggrava le crisi, sia nel tempo e sia nello spazio. Il Rapporto della Casa Bianca del 2021 sull’impatto dei cambiamenti climatici sulla migrazione ha sottolineato la varietà della conseguenze dei cambiamenti climatici e delle migrazioni legate al clima, che vanno dalla destabilizzazione delle comunità vulnerabili ed emarginate, all’esacerbazione della scarsità di risorse, all’accensione della tensione politica.
Al momento i migranti climatici godono di scarsa protezione, sia a livello di singoli stati sia a livello internazionale. L'Organizzazione delle Nazioni Unite osserva come “le persone che sono state sradicate a causa del cambiamento climatico esistono in tutto il mondo, anche se la comunità internazionale è stata lenta nel riconoscerle come tali”. Di conseguenza, la migrazione climatica è stata descritta come “la crisi silenziosa del mondo”, contrapponendo la sua pervasività globale alla mancanza di riconoscimento e di indagine.
Le stime sugli spostamenti legati al clima variano, ma tutte indicano una tendenza allarmante. Le proiezioni più comuni stimano che circa 200 milioni di persone saranno sfollate a causa dei disastri legati al clima entro il 2050. Alcuni stimano addirittura fino a 1 miliardo di migranti entro il 2050, ma queste cifre includono anche conflitti e disordini civili legati al cambiamento climatico.
Negli ultimi 50 anni la frequenza dei disastri naturali si è quintuplicata.. Oltre a disastri più frequenti e gravi, l’aumento delle temperature indotto dal riscaldamento globale porta a siccità e aumenta lo scioglimento del ghiaccio, con conseguente aumento del livello del mare.